# Little Creek (Delaware)
Little Creek város az USA Delaware államában Kent megyében. Lakosainak száma 195 fő (2020. április 1.).

## Népesség
A település népességének változása:
| Lakosok száma | 195  | 224  | 195  |
|               | 2000 | 2010 | 2020 |